# قلوه‌گاه

بخش پیش‌ناف به رنگ آبی روشن

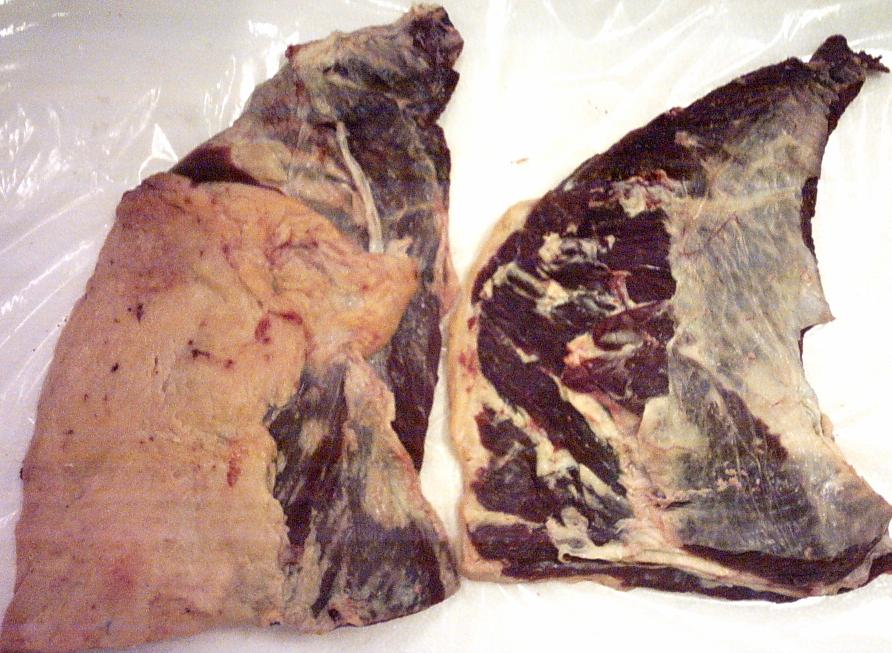
گوشت پیش‌ناف

قُلوه‌گاه بخش میانی لاشهٔ گاو و گوسفند است که شامل پهلو و کمر (منهای راسته و فیله) و پیش‌ناف (گوشت شکم) و گهگاه دَم‌سینه و دنده می‌باشد و بنابراین از جلو (پیش) به سردست و از عقب (پس) به ران و از پشت (کول) به راسته محدود است. البته باید توجه داشت که در اصل قلوه‌ها در ناحیهٔ کمری قرار دارند.
قلوه‌گاه حدود ۲۲ درصد از وزن لاشه را تشکیل می‌دهد و چون میزان چربی آن به نسبت بالاست، بیشتر مصارف صنعتی دارد و در فرآورده‌های گوشتی مصرف می‌شود. البته از قلوه‌گاه برای مصرف گوشت به صورت چرخ کردن نیز استفادهٔ زیادی می‌شود.
گوشت قلوه‌گاه دراز و تخت است و جنس آن به نسبت دیگر برش‌های گوشت گاو و گوساله سفت‌تر است.